# Benjamin Franklin
Benjamin Franklin, pseudonym Richard Saunders (17. ledna 1706, Boston, Massachusetts, USA – 17. dubna 1790, Filadelfie, Pensylvánie, USA) byl americký státník, diplomat, vydavatel, přírodovědec a spisovatel. Stal se jedním ze zakladatelů americké demokratické kultury, patří do skupiny otců zakladatelů Spojených států amerických. Podílel se na přípravě Deklarace nezávislosti Spojených států a byl jedním z jejích signatářů. Během americké revoluce zastupoval Spojené státy jako diplomat ve Francii.
Benjamin Franklin je považován za jednoho z nejvlivnějších činitelů amerického osvícenství. Byl úspěšným podnikatelem, tiskařem a vydavatelem novin a časopisů. Zastával úřad hlavního poštmistra ve Filadelfii, kde se angažoval v rozvoji občanského spolkového života. Z jeho iniciativy byla v roce 1740 otevřena Pensylvánská univerzita, založil první dobrovolný hasičský sbor, městskou domobranu i veřejnou knihovnu a mnoho dalších občanských organizací.
Zabýval se zkoumáním přírodních jevů a měl velký zájem o vědecké objevy, zejména jejich praktický přínos. Je autorem několika vynálezů a zlepšovacích návrhů. V anglofonních kulturách je mu přičítán vynález hromosvodu. Byla po něm pojmenována dnes zastaralá jednotka elektrického náboje (franklin) a zinečnoželezitý nerost franklinit.

## Život

### Původ a vzdělání
Benjamin Franklin se narodil 17. ledna 1706 v Bostonu. Pocházel z chudých poměrů, jeho otec byl výrobcem mýdla a svíček. V rodině bylo 17 dětí. Původně se vyučil u svého bratra knihařem a knihkupcem. Další vzdělání získal jako autodidakt. Brzy začal sám psát a publikovat v bratrově časopise New England Current. 
V roce 1723 po roztržce s bratrem odešel nejprve do New Yorku, pak do Filadelfie, kde pracoval sedm měsíců v tiskárně a rozhodl se, že si zřídí vlastní nakladatelský podnik. Aby získal zkušenosti, v roce 1724 se vypravil do Londýna, kde pracoval téměř dva roky jako tiskař.  

### Podnikání ve Filadelfii
Do Filadelfie se vrátil v roce 1726. Později si otevřel vlastní tiskárnu, knihkupectví a papírnictví. Kromě podnikání se věnoval i svému duševnímu rozvoji. Vypracoval si například seznam třinácti ctností, jejichž postupným osvojováním chtěl dosáhnout mravní dokonalosti. S přáteli založil spolek Junto pro vzájemné zdokonalování a na pravidelných schůzkách diskutovali o etice, politice nebo přírodních vědách. Sám se naučil několika cizím jazykům. V podnikání se mu dařilo, chtěl založit rodinu a v září 1730 se oženil.  S manželkou měli dvě děti, syn zemřel ve věku čtyř let na neštovice. Kromě toho měl ještě nemanželského syna Wiliama, který se v roce 1762 stal guvernérem New Jersey.
Součástí jeho podnikání byla osvětová činnost, které přikládal velký význam. Vydával časopis Pennsylvania Gazette a od roku 1732 pod pseudonymem Richard Saunders lidový kalendář Poor Richard's Almanack, který byl prostředkem poučení v různých oborech lidské činnosti. Vycházel pravidelně až do roku 1758.  Almanach byl překládán do francouzštiny i jiných jazyků. V Čechách vyšel v překladu Josefa Jungmanna pod názvem Chudý Richard aneb Cesta k blahobytu.
Během deseti let se Franklin stal zámožným mužem. Aktivně se věnoval i veřejnému životu, byl jmenován náměstkem hlavního poštmistra ve Filadelfii, smírčím soudcem, obecním radním a poslancem pensylvánského parlamentu. Z jeho iniciativy vznikla veřejná knihovna, dobrovolný hasičský sbor, městská domobrana, založil nemocnici, zasadil se o zavedení pravidelného úklidu ulic města. Přispěl k založení Filozofické společnosti a podílel se na otevření veřejné školy, ze které se později stala Pensylvánská univerzita. V roce 1753 se stal hlavním poštmistrem a získal titul mistra svobodných umění na univerzitách v Yale a Cambridgi. 

### Vědecké experimenty a vynálezy
Ve věku 42 let Franklin své úspěšné podnikání omezil, předal řízení tiskárny a zajistil si roční výnos, který mu stačil k pohodlnému životu. Chtěl se více věnovat vědecké práci i přírodovědným výzkumům. Dělal experimenty se statickou elektřinou, leidenskými lahvemi a psal o tom články. V roce 1753 vynalezl bleskosvod, nebyl však první. Popsal jej v dopise datovaném 17. září a do roku 1774 vydal o elektřině čtyřsvazkové pojednání. Vymyslel několik dalších praktických vynálezů, jako účinná kamna na dřevo s nízkou spotřebou paliva,  zkonstruoval hudební nástroj nazvaný armonica, který se skládal ze skleněných zvonků, pružný močový katetr, bifokální brýle. Poukázal na ekonomické výhody, které by přineslo lepší využívání denního světla (později realizováno ve formě letního času). Franklin byl přijat za člena francouzské akademie věd, jmenován čestným doktorem Oxfordské univerzity, v roce 1753 mu Královská společnost v Londýně udělila zlatou Copleyho medaili za nejlepší výsledky ve vědě. S pokusy přestal někdy kolem roku 1757. 

### Politická a diplomatická činnost

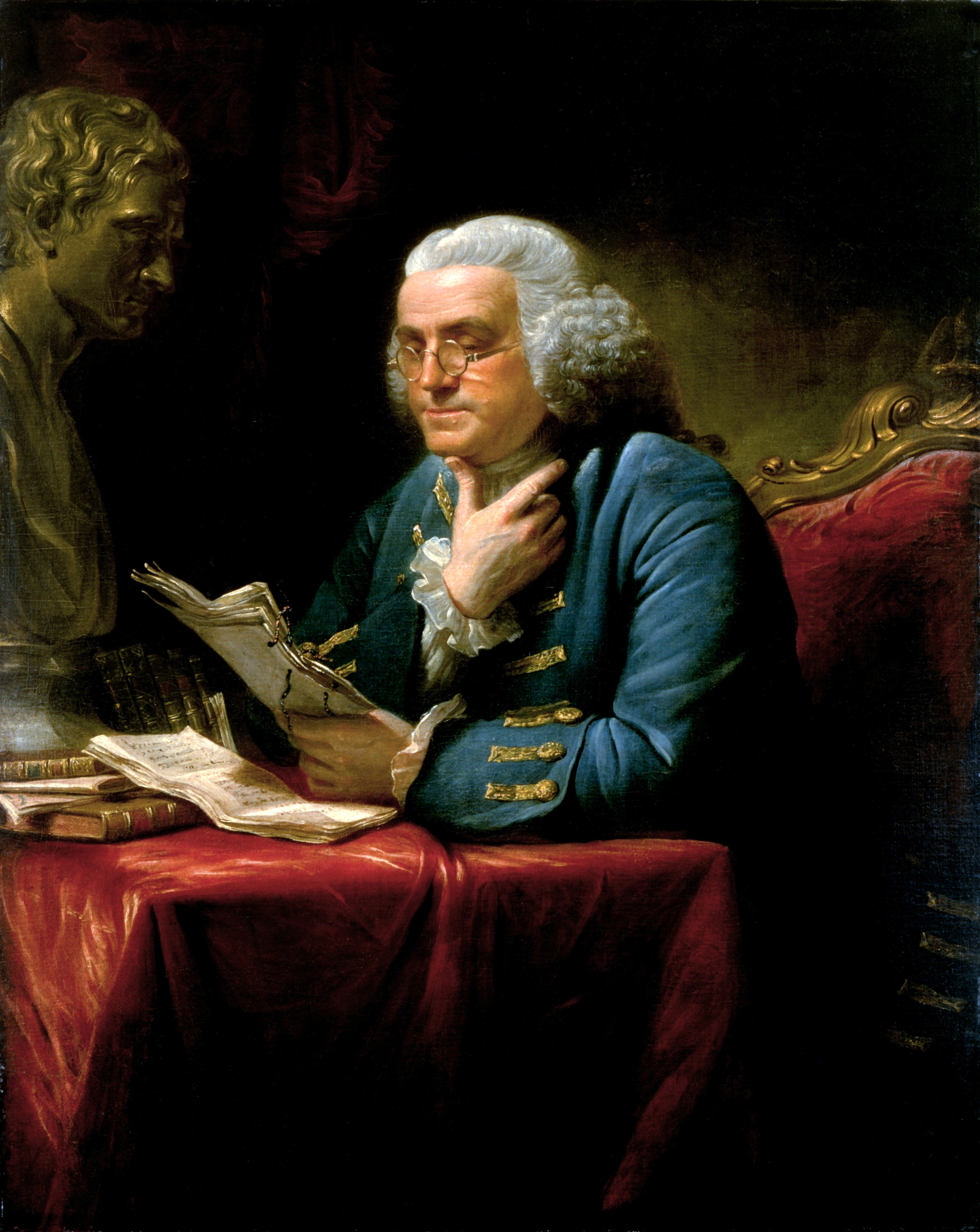
Benjamin Franklin v Londýně, portrét od Davida Martina, 1767

V roce 1754 byl Franklin jako poslanec parlamentu vyslán za Pensylvánii na kongres osad do Albany před hrozícím konfliktem s Francií a Indiány. Předložil tam návrh na sjednocení severních provincií pod jednou vládou, první návrh americké ústavy. Po vzniku USA pak spolupracoval i na její definitivní verzi.
V roce 1757 byl pensylvánskou sněmovnou pověřen, aby v Londýně jednal ve sporu o zdanění pozemků. Do Filadelfie se vrátil v roce 1762, ale po třech letech znovu jel do Londýna kvůli zákonu o kolkovném, který zakazoval americkým koloniím tisk na papíru, který nebyl opatřen kolkem anglické vlády. 
V roce 1771 začal psát své paměti, které končí příjezdem do Londýna v roce 1757.
Roku 1775 uzavřel ve Francii dohodu o pomoci koloniím, která zajistila materiální pomoc v boji za nezávislost. Po návratu se stal známým senátorem za Pensylvánii. V květnu 1775 se Franklin ve Filadelfii zúčastnil kongresu, který rozhodoval o vzniku a vedení kontinentální armády ve válce za nezávislost. V roce 1776 byl vyslán do Paříže, aby získal pomoc Francie v boji s Angličany. Po vyhlášení nezávislosti připravil mírové jednání mezi USA a Velkou Británií. Ve Francii působil jako diplomat až do roku 1785. 
Po návratu do Filadelfie byl zvolen guvernérem Pensylvánie. V roce 1787 se aktivně podílel na vypracování ústavy USA, přes svůj věk se osobně zúčastnil Filadelfského konventu. Založil hnutí proti utlačování černochů. Do roku 1788 byl předsedou Ligy proti otrokářství. 
Zemřel ve svém filadelfském domě ve společnosti dcery a vnuků dne 17. dubna 1790 ve věku 84 let.

### Franklin a šachy

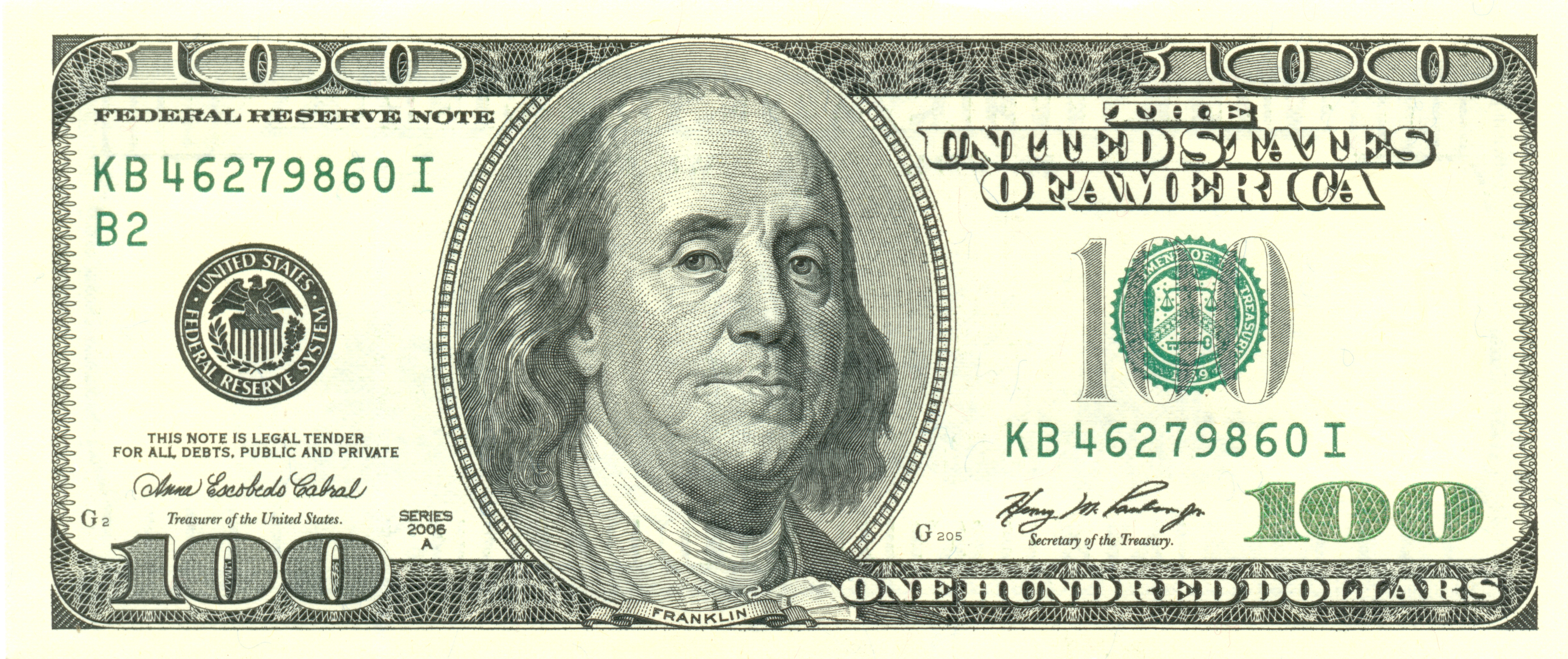
Franklin na stodolarové bankovce (kterým se někdy slangově říká "Benjamins" nebo "Franklins"

S jeho jménem jsou spjaty počátky amerického šachu, jehož byl velkým příznivcem. Ve svých vzpomínkách například líčí, jak kolem roku 1733 hrával jako student italského jazyka se svým přítelem ze studií šachy a měl s ním dohodu, že ten, kdo prohraje šachovou partii, se musí za trest naučit nazpaměť dlouhý italský text. Velmi si pochvaloval, jak jeden tímto způsobem druhého „donutil“ naučit se dobře italsky, neboť byli vyrovnaní hráči a střídavě se navzájem poráželi.
Franklin, v jehož domě ve Filadelfii se scházel jeden z prvních kroužků šachových nadšenců v USA, doporučoval šachy nejen jako hru, ale také jako výborný prostředek výchovy mládeže k sebeovládání a ke schopnosti se soustředit. Rozhodně zdůrazňoval, že šachy jsou nejen zábavou, ale také faktorem, který v člověku podporuje rozvoj mnoha prospěšných psychických schopností potřebných pro každodenní práci a existenci. Tyto názory popsal v článku Morals of Chess (Morálka šachu, Columbian Magazine, 1786), která je jednou z prvních šachových publikací na území USA. V pojednání se například píše, že šachy nás učí předvídavosti, šíři pohledu, opatrnosti a brání ukvapenosti. On sám nebyl silným hráčem, ale jeho kniha je plná bystrých postřehů o podstatě šachů a o jejich vlivu na společnost.

## Dílo (česky vydané)

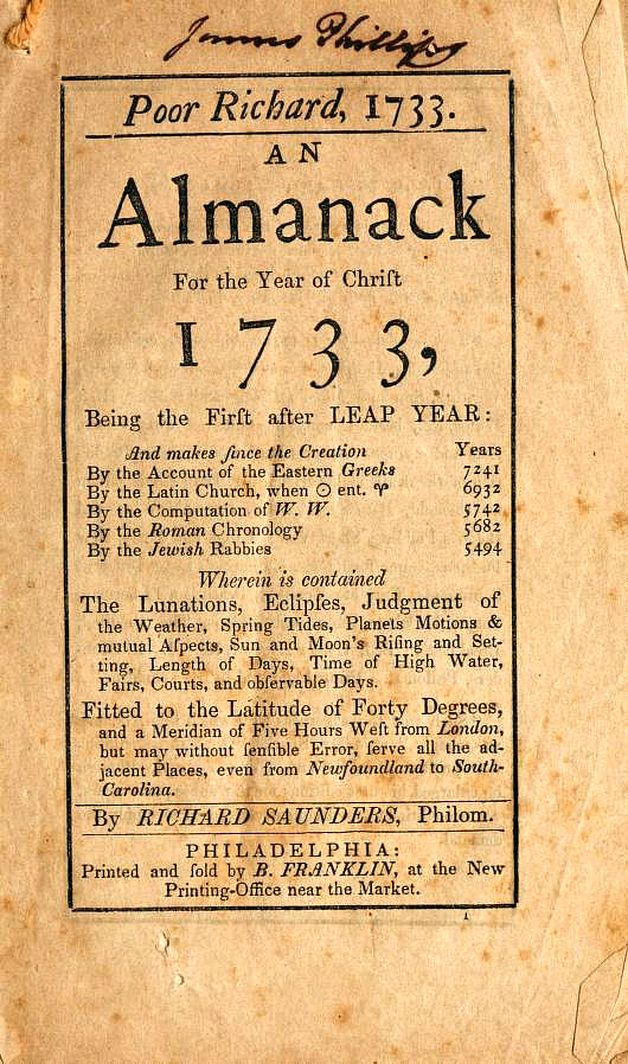
Titulní stránka almanachu Poor Richard (březen 1733)

- Prostředek druhý, kterak člowěk neygistěgi zbohatnauti může in: Dwa zkussenj wýbornj prostředkowé, předně, kterak člowěk w stálém zdrawj život swůg prodlaužiti, a za druhé, neygistěgi zbohatnouti může : prwnj z Huflandowých, a druhý z Frankljnowých spisů wytažený, a nynj oba w Českém krogi na swětlo wydanj od Jana Hýbla, Praha 1816
- Prostředkové, kterak člověk v stálém zdraví život svůj může prodloužiti, přeložil J. Hýbl (vyšlo nejprve v "Hlasateli", samostatně r. 1817)
- Prosba k vychovatelům
- Vlastní životopis. Praha: Otto, 1918. Dostupné online. Nedokončený, stal se jedním z klasických děl žánru.